# لاچین (مهاباد)
لاچین روستایی در بخش مرکزی از توابع شهرستان مهاباد است.